# Лихо з розуму (збірка)
«Лихо з розуму (Портрети двадцяти „злочинців“)» — перший український документальний збірник, складений у 1967 В'ячеславом Чорноволом у Львові.
У ньому зібрані матеріали про Першу хвилю арештів серед української інтелігенції 1965—1966: біографічні довідки про 20 політв'язнів цього «набору», їхні листи, звернення, літературні та художні твори.
Крім того, В.Чорновіл включив до збірника списки в'язнів Дубравлагу (Мордовські табори) — учасників боротьби за незалежність України 1942—1954, а також українців, засуджених за релігійні переконання.

## Міжнародне визнання
Українською мовою книжка вперше вийшла 1967, зажила міжнародної популярності (1968 вийшло англійське видання, 1974 — французьке) і зробила відомими багатьох українських інакодумців. За цю книжку Чорновіл ув'язнений 3.08.1967 р., а 1968 р. удостоєний міжнародної журналістської премії (Велика Британія). 1996 за цю та інші праці, раніше інкриміновані як антирадянські, він удостоєний Державної премії ім. Т. Г. Шевченка в галузі публіцистики. 1991 збірник перевиданий у Львові. Увійшов до 10-томного зібрання його творів (т. 2, 2003 р.).
Осип Зінкевич:
|  | Жодна українська публікація і жодна українська справа не здобула у Західному світі, в Америці й Канаді, такого колосального розголосу, як «Лихо з розуму» англійською мовою. У нас є сотні вирізок з преси англійською, французькою, іспанською, німецькою мовами, які писали про Чорновола і про «Лихо з розуму» |